# Победителите не ги съдят!
„Победителите не ги съдят!“ е крилата фраза, чието авторство под формата на резолюция на Екатерина Велика е спорно. Присъдата на Военния съд за самоволните действия на бъдещия генералисимус и пълководец № 1 в руската история Александър Суворов при щурма на Тутракан през 1773 в хода на поредната Руско-турска война е отхвърлена. Благодарение на резолюцията за помилване на Екатерина Велика (доколкото може да се вярва на сведенията с легендарен характер за това) се дължи кариерата един от най-видните военачалници във военната история. Случаят с Александър Суворов е показателен за политиката и отношението на Екатерина Велика към Пьотър Румянцев, губернатор на Новорусия. Изразът се превръща в крилата фраза за отношенията „Победители-победени“ след края на всеки конфликт.

## История
Още римляните по повод на Пировата победа на Епирския цар Пир възкликнали: „Горко на победените, тежко на победителите!“. Една година след победата на Пир, римляните разбили неговата войска в битката при Аускул.

На Уинстън Чърчил се приписва друга крилата фраза в съвременен исторически контекст: 
| „ | Историята се пише от победителите! | “ |